# Marklowice (Cieszyn)
Marklowice (deutsch Marklowitz) ist ein Stadtteil von Cieszyn im Powiat Cieszyński der Woiwodschaft Schlesien in Polen.

## Geographie
Marklowice liegt am rechten Ufer des Flusses Olsa im Schlesischen Vorgebirge (Pogórze Śląskie), etwa vier Kilometer nördlich des Stadtzentrums.
Im Jahr 1910 hatte das Dorf eine Fläche von 216 Hektar. Nachbarorte: Pogwizdów im Norden, Hażlach (Parchów) und Kalembice im Osten, Boguszowice im Süden. Im Westen grenzt Marklowice an die Tschechische Republik (Chotěbuz).

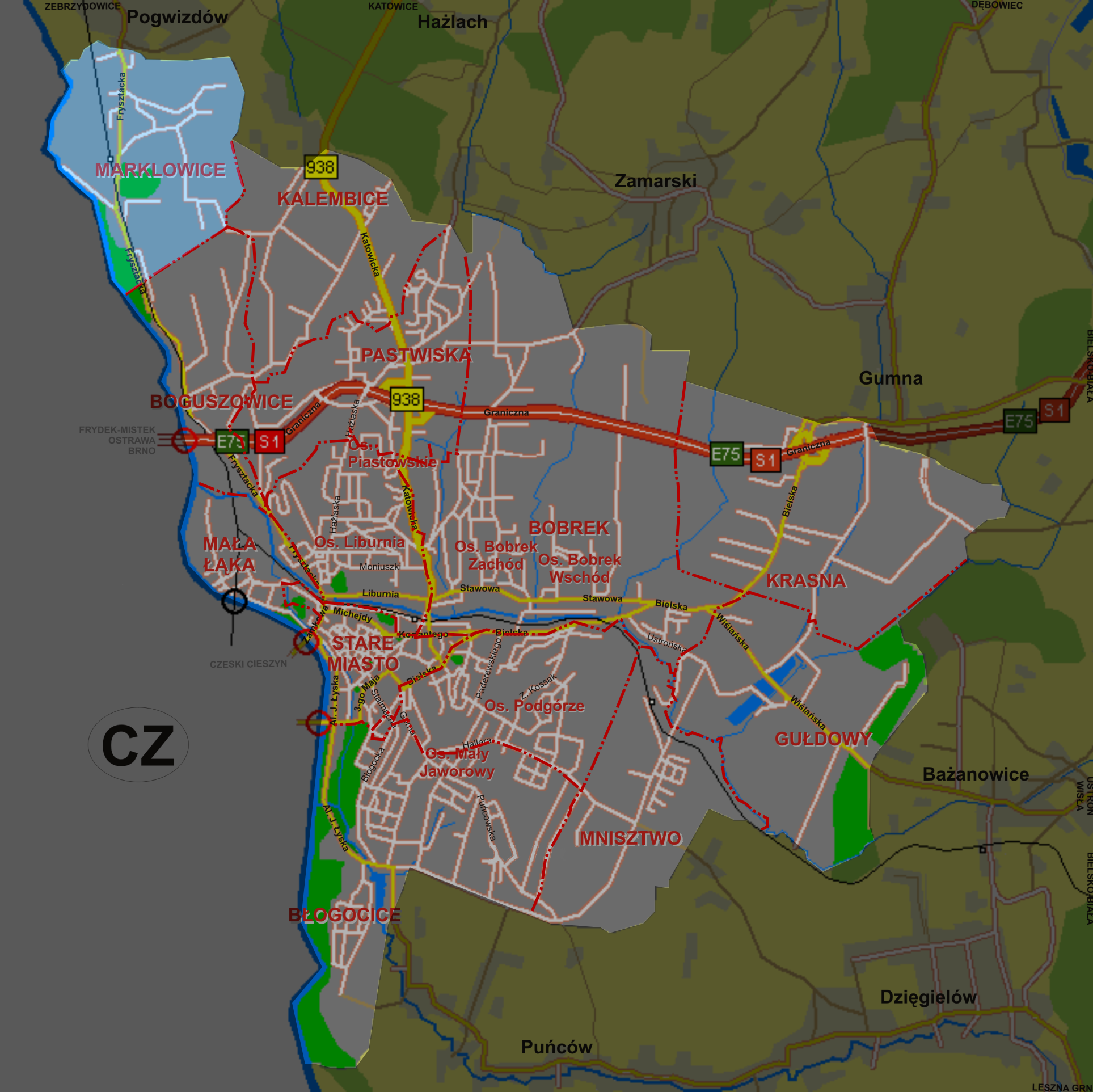
Lage von Marklowice in Cieszyn

## Geschichte
Der Ort wurde im Jahr 1523 als Marklowicze erstmals urkundlich erwähnt. Der Name ist patronymisch abgeleitet vom deutschen Vornamen Mark(e)l (≤ Markwart) mit dem typischen patronymischen Wortende -(ow)ice.
Politisch gehörte das Dorf ursprünglich zum Herzogtum Teschen, die Lehnsherrschaft des Königreichs Böhmen, und seit 1526 gehörte es zur Habsburgermonarchie.
Nach der Aufhebung der Patrimonialherrschaften wurde es ab 1850 ein Ortsteil der Gemeinde Pogwizdów in Österreichisch-Schlesien, Bezirk Teschen und Gerichtsbezirk Teschen. Im Jahr 1900 hatte Marklowice 20 Häuser mit 164 Einwohnern, davon 158 (96,3 %) polnischsprachige, 4 (2,4 %) deutschsprachige, 2 (1,2 %) tschechischsprachige, 107 (65,2 %) evangelisch, 57 (34,8 %) römisch-katholisch. 1910 gab es 20 Häuser mit 191 Einwohnern, davon 173 (94 %) polnischsprachige, 11 (6 %) deutschsprachige, 115 (60 %) evangelisch, 69 (36 %) römisch-katholisch, 7 (3,7 %) israelitisch.
1920 nach dem Zusammenbruch der k.u.k. Monarchie und dem Ende des Polnisch-Tschechoslowakischen Grenzkriegs wurde Marklowice ein Teil Polens. Unterbrochen wurde dies nur durch die Besetzung Polens durch die Wehrmacht im Zweiten Weltkrieg.
Zwischen den Jahren 1960 und 1965 wurde die Fabrik von Polifarb gebaut. Marklowice wurde 1977 als Stadtteil Cieszyns eingemeindet.

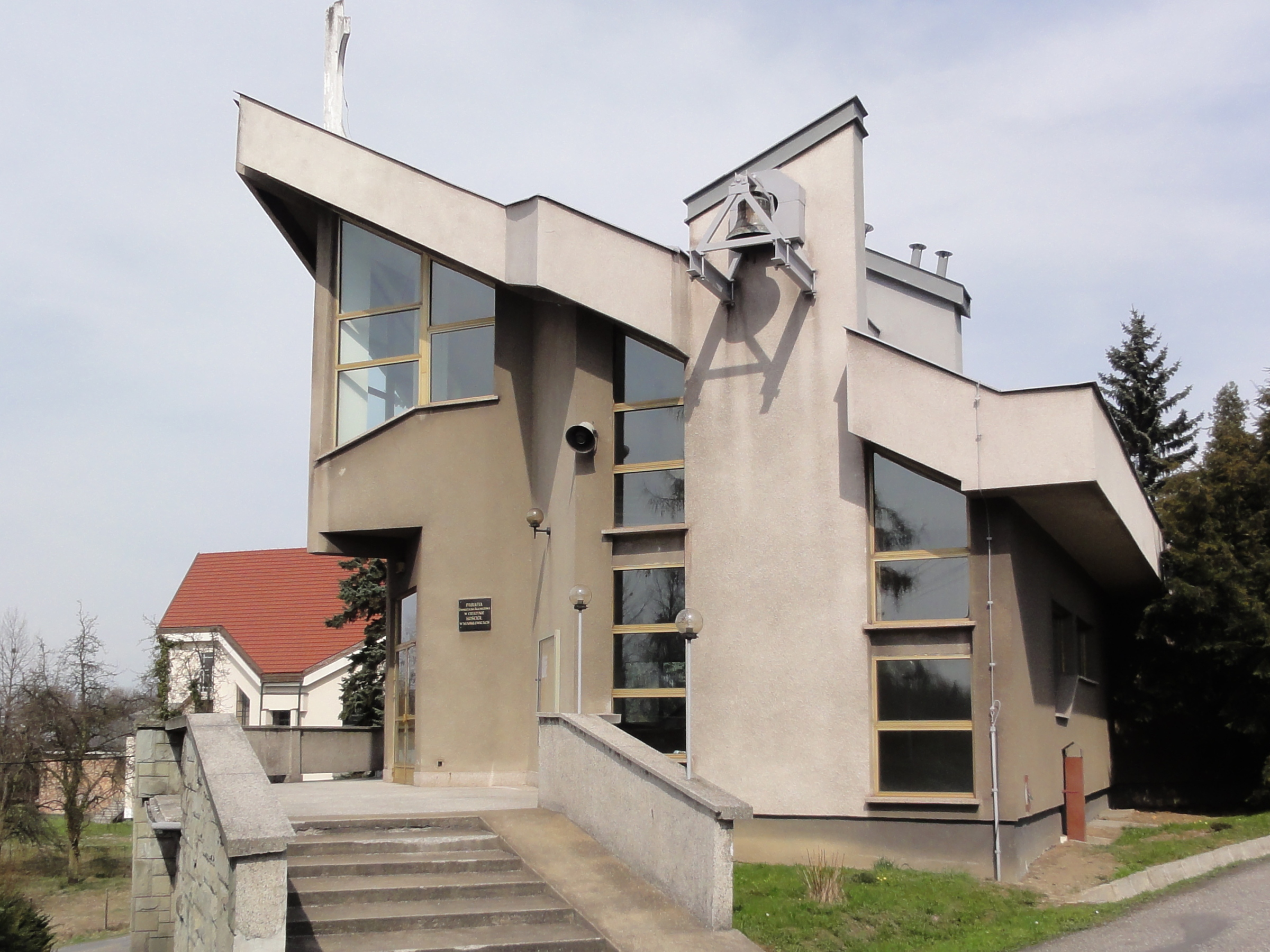
Lutherische Filialkirche der Pfarrei Cieszyn
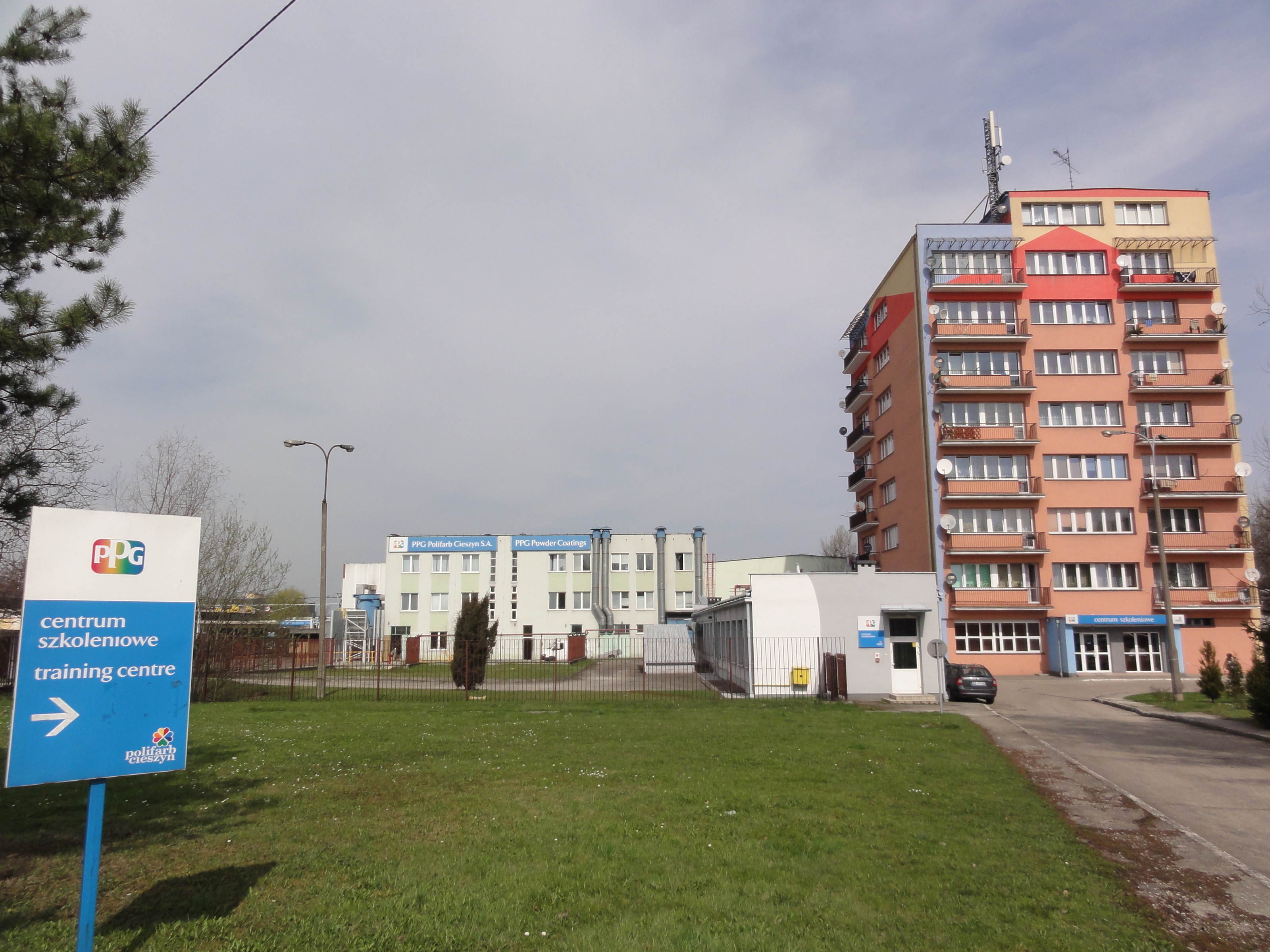
Polifarb